# معركة بافيوس
وقعت معركة بافيوس في 27 يوليو 1302، بين الجيش العثماني بقيادة عثمان الأول والجيش البيزنطي بقيادة جورج موزالون. انتهت المعركة بانتصار عثماني حاسم، مما أدى إلى ترسيخ الدولة العثمانية وإعلان الاستيلاء النهائي على بيثينيا البيزنطية من قبل العثمانيين.

## الخلفية
- كان أرطغرل والد عثمان الأول قائدا لقبيلة قاى التركية وعندما وصل أرطغرل بفرسانه ال 400 لمساعدة السلاجقة الروم في حروبهم ضد البيزنطيين ولمكافأته على مساعدته فقد أعطاه علاء الدين السلجوقى أراضي قريبة من انقرة كهدية له وقام ارطغرل بعد ذلك بضم قرية سوغيت التي غزاها عام 1231 م إلى الأراضي التي تحت سيطرته مكوناً إقطاعية خاصة به.
- بعد وفاة أرطغرل في 1282م قاد عثمان الأول هذه الإقطاعية، وعلى مدى العقدين المقبلين شن سلسلة من الغارات أكثر من أي وقت مضى إلى عمق المناطق الحدودية البيزنطية من بيثنيا، وكما أنه هدد مدن عده كمدينة نيقية (إزنيق حديثا) التي حاصرها في 1301م. والتضييق على مدينة بورصا، [3] والمدينة الساحلية نيقوميديا (إذميد حديثا) التي اصاب أهلها مجاعة.
- في عام 1302 م قاد الإمبراطور ميخائيل التاسع باليولوج (1294-1320م) حملة من المرتزقة «آلان» وصلت الجنوب إلى مغنيسيا، الاتراك فزعوا من تعداد جيشه الكبير وحاولوا تجنب المعركة وقرر فعلا مواجهة الاتراك إلا ان قادته اقنعوه بعدم الهجوم.
- شجع ذلك الاتراك لمعاودة غاراتهم على المدن البيزنطية، واضطر الجيش البيزنطى إلى التراجع لحماية منازلهم، كما أن قوات المرتزقة «آلان» تراجعت وانضموا إلى عائلاتهم في تراقيا، مما جعل جيش الإمبراطور تتناقص اعداده، فاضطر للانسحاب بقواته عن طريق البحر. واتبع ذلك موجات من اللاجئين.[4][5][6]

## المعركة
- لمواجهة التهديد على نيقوميديا، أرسل والد ميخائيل، أندرونيكوس الثاني باليولوج (1282-1328م) قوة بيزنطية حوالى 2000 من الرجال نصفهم من المرتزقة «قوات آلان» تابعة لجيش حراس الامبراطورية «ميغاس هيتيريا» تحت قيادة «جورج موزالون» لعبور مضيق البوسفور والتخفيف على المدينة.[1][7][8]
- في سهل بافيوس (باليونانية: Βαφεύς ، موقع مجهول ربما إلى الشرق من نيقوميديا ولكن على مرأى من المدينة)، في يوم 27 يوليو 1302م التقى البيزنطيين جيش الأتراك المكون من حوالى 5000 من سلاح الفرسان تحت قيادة عثمان نفسه، ويتألف من القوات الخاصة به وكذلك حلفاء من القبائل التركية من بافلاغونيا ومنطقة نهر مايندر.
- سلاح الفرسان التركي كلف الجيش البيزنطى خسائر كبيرة، مما جعل «موزالون» ينسحب بقواته إلى نيقوميديا تحت غطاء من قوات آلان .[1][2][8][9]

## النتيجة
- تعد هذه المعركة أول انتصار للدولة العثمانية الوليدة على الامبراطورية البيزنطية، وذات أهمية كبيرة للتوسع في المستقبل: فقد البيزنطيون على أثر ذلك السيطرة بشكل كامل على ريف بيثنيا، وسقطت حصونهم المعزولة واحدة تلو الأخرى.
- كما أثارت الهزيمة البيزنطية نزوح جماعي للسكان المسيحيين من المنطقة إلى الأجزاء الأوروبية من الإمبراطورية، مما تغيير التوازن الديموغرافي في المنطقة، [2] إلى جانب الهزيمة في مغنيسيا، والتي سمحت للأتراك الوصول إلى سواحل بحر إيجة وإثبات وجودها.
- معركة بافيوس بشرت بخسارة البيزنطينيين لأسيا الصغرى، [10] حيث قال المؤرخ خليل إينالجك سمحت معركة للعثمانيين بتحقيق خصائص وصفات الدولة،[11] ، لذلك يمكن اعتبار هذا التاريخ هو تاريخ تأسيس الإمارة العثمانية مستقلة وذات سيادة.[12] الفتح العثماني لـبيثينيا كان تدريجيا، والعاصمة الاستيطانية البيزنطية نيقوميديا سقطت في سنة 1337.[13]